# Chorosoma
Chorosoma är ett släkte av insekter. Chorosoma ingår i familjen smalkantskinnbaggar.
Släktet innehåller bara arten Chorosoma schillingii.

## Bildgalleri

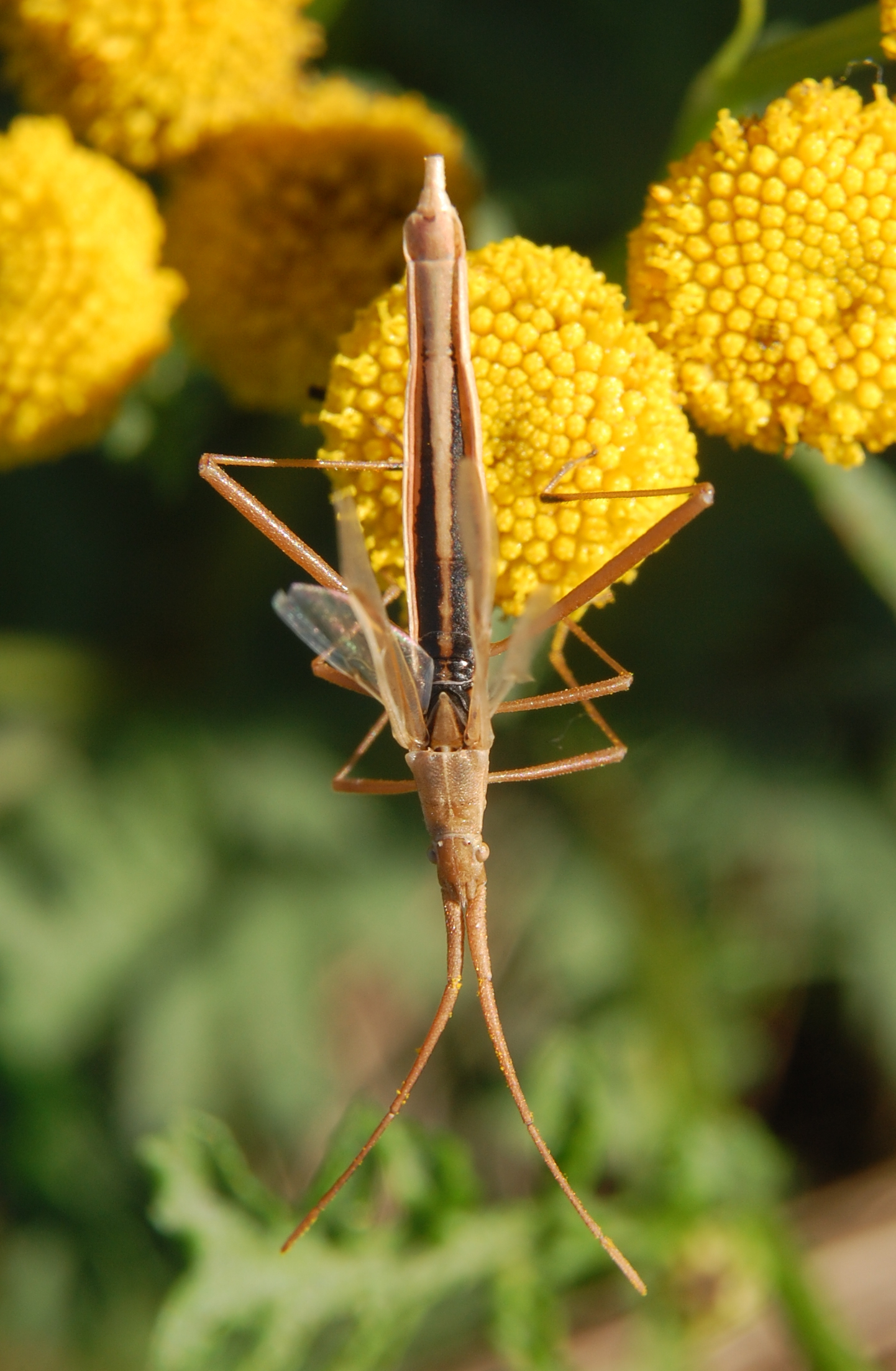